# 秦昭襄王
秦昭襄王（前325年—前251年），嬴姓，名稷，秦惠文王之子，秦悼武王（簡稱秦武王）之弟。在位時間长達56年（前41年與母親宣太后主政輔政），在他數十年的統治下，期間任用包括魏冉、范雎、白起等名臣，治軍備戰，富國強兵，为其曾孫秦始皇奠定將來一統天下的基礎。
前306年，秦武王意外死亡，諸兄弟爭位；趙武靈王與秦國的魏冉等大臣合謀，於是得立，是為秦昭襄王，簡稱秦昭王。秦昭襄王在位時，秦國繼續擴張，最著名之西元前260年打敗趙國的長平之戰就是在其在位晚期發生的。前256年，昭襄王灭西周国。前251年，昭襄王死去，享壽75歲。

## 生涯

### 即位
前306年，武王與東周的大力士孟說舉行舉周九鼎的比賽，卻因脛骨折断而死。武王突然死去，又無子，為了繼任者的問題發生爭執。
公子稷當時在燕國，趙武靈王用計，由代郡的宰相趙固將他從燕國迎入趙國，再送到秦國去。秦國的群臣大多表示反對立他為君，但在魏冉等人的支持下，與武王同父異母的他，繼承秦國君王之位，諡「昭襄王」，簡稱「昭王」。

### 武王遺臣
繼位初期是由武王的遺臣樗里疾和甘茂、向壽，公孫奭等人協助處理政務。
前306年，楚國進攻韓國，包圍韓國的雍氏之地。韓國派遣公仲向秦國甘茂尋求援助。
甘茂對昭襄王說：「如果韓國知道我們秦國不支持，就會與楚國結盟。那麼我們的敵人魏國也會與楚國結盟。因此不讓這三國的伐秦同盟結成，對我們會比較有利。」
同時，韓派遣張翠去秦國。張翠以「有病」為由，以日行一縣的緩慢速度進入秦國，才見到了昭襄王和甘茂。
甘茂說：「韓國想必沒有很緊急吧，才讓你這樣帶病來到這裡。」張翠回答：「我不要緊。」甘茂又問：「真的是這樣嗎？」張翠回答：「如果真的沒有那麼急迫，我韓國勢必會彎下腰投降楚國，怎麼可能會派我來這裡呢？」
這回答讓甘茂和昭襄王說了「原來啊。」因此出兵救援了韓國。

### 甘茂出奔
前306年，昭襄王接受甘茂的提議將武遂之地歸還給韓國，向壽和公孫奭對昭襄王提議反對這件事。由於二人仇恨甘茂，不斷向昭襄王進言，甘茂對此狀況相當惶恐，害怕有禍上身，假借討伐魏國為由，逃亡到齊國。
甘茂出奔到齊國的時候，在函谷關與蘇代相會，請蘇代幫忙遊說。蘇代去秦國，說：「甘茂是個非凡之人。在秦國任官有很長的時間，瞭解秦國地形的險要平坦。如果讓他策動齊國，與韓、魏結盟以謀秦，秦國該如何是好？」於是昭襄王立即給與甘茂上卿的地位，與相邦之印，打算將他從齊國迎接回來，不過甘茂沒來。
蘇代又到齊國見齊湣王，說了：「甘茂是個賢人。因為秦國要給與上卿之位，並打算讓他擔任相邦，甘茂雖然對秦王待臣之事感到高興，但還是辭退了秦國的提議。大王會有這樣的礼遇對待他嗎？」因此齊王給與甘茂上卿之位，把他留在齊國。甘茂最後沒有回到秦國，病死在魏國。

### 楚國
秦昭襄王因年幼即位的關係，由生母宣太后代為攝政，因此宣太后的弟弟魏冉將實權掌握在手。前305年，在繼位者争執中失敗的公子壮集結了反對勢力，對昭襄王與魏冉發動了叛亂，此事件最後被鎮压下來。（史稱庶長莊之叛亂、季君之亂）。
此叛亂馬上被鎮壓，悼武王后被驅逐到魏國，追隨公子壯叛亂的人全部被殺。以此叛亂做為契機，魏冉的權力大大的增強了。同年，害怕秦國的缘故，楚懷王請求與秦國結盟。昭襄王在黄棘與楚國諦結盟約，這時楚國將上庸給予了秦國。
前304年，年滿二十二歲（實歲二十一）的秦昭襄王在舉行冠禮後，開始親自處理決策國事（《史记卷五.秦本纪第五》：三年，王冠。与楚王会黄棘、与楚上庸。）。
前303年，昭襄王討伐魏國，取得魏國的蒲阪、晋陽、封陵等地。次年（前302年）魏襄王到秦國朝拜，又將蒲阪等地歸還給魏國。
前301年，蜀侯公子惲反叛。因為公子惲的夫人將進献給秦國的貢品中，放入了毒物，導致了與秦國的關係惡化。昭襄王命将軍司馬錯平定蜀地。隔年（前300年），立公子惲之子綰為蜀侯，蜀地完全安定了。之後，在前298年證明了公子惲是被冤枉的，昭襄王相當後悔，派遣了使者重新埋葬公子惲。
秦國跟楚國的關係變得險惡，昭襄王命令庶長奐討伐楚國。前300年再次討伐楚國並奪取了新城，翌年（前299年）奉羋戎之命討伐楚國，奪取了新市等地。
前299年，楚懷王不顧朝內大臣屈原等的勸諫一意孤行入秦武關會盟結好，但秦昭襄王逼迫其割讓黔中郡等地，楚懷王認為秦王狡詐，割地又喪權辱國，遂不肯，秦昭襄王將他拘留軟禁。前296年，楚懷王逃亡趙國。不過，因為趙國沒有接納他，又因楚與齊交惡，不得已再次回到秦國，最後在軟禁下死在秦國。
經此一劫，楚國元氣大傷，在楚頃襄王的怠政下開始走下坡路，前279年，秦國攻陷楚都郢都，楚被迫東遷陈县。楚國的衰弱使秦國在東方只面對日益強勢的趙國。

### 唯破函谷–齊國孟嘗君田文
前301年，昭襄王聽說孟嘗君田文有才能，就派其弟涇陽君到齊國當人質，以求見孟嘗君。孟嘗君雖然答應前往秦國，但被蘇代勸阻，未能成行。
前298年，齊湣王派孟嘗君到秦國，昭襄王就任命他做宰相。有人對昭襄王說：「孟嘗君雖然有才能，但他是齊國的宗族，現在他做了秦國的宰相，必然先考慮齊國的利益，秦國就危險了。」於是昭襄王把孟嘗君囚禁，想殺了他。
前297年，孟嘗君借食客之力逃回齊國（雞鳴狗盜）。
前296年，成為齊國宰相的孟嘗君，聯合韓、魏攻打秦國。秦兵敗於函谷關（函谷關之戰）。

### 東西二帝
前288年，秦昭襄王嬴稷自稱西帝，自此無視早以名存實亡的周天子權威，派遣使臣尊稱齊湣王田地為東帝。齊王聽從謀士之策，自去帝號，並約六國諸侯合縱攻打秦國。秦昭襄王被迫也取消帝號，恢復稱王。 
前287年，秦國攻打魏國，攻佔了新垣（山西運城市垣曲县）、曲陽（河南省濟源市）。
前286年，秦國攻打魏國，魏國割故都安邑（山西運城市夏縣）給秦國用來求和，秦國將安邑之民全部驅趕到魏國，僅留下了這座城。
前285年，秦國、楚國在宛城（河南省南陽市）會面。秦國、趙國在中陽（山西呂梁市中陽縣）會面。秦國的大將蒙武攻打齊國，攻佔了九座城。
前284年，燕國的上將樂毅和趙國、秦國、韓國、魏國會面，五國聯軍，大舉攻打齊國，攻佔了齊國的七十幾座城。
前283年，秦、趙二國在穰城（河南省鄧州市）會面。秦國攻打魏國，攻佔了安城（河南省新鄉市原陽县），前鋒打到魏國的首都大梁才凱旋歸國。秦昭襄王嬴稷向趙國索要和氏璧，聲稱用十五座城交換。趙國派遣舍人藺相如拿著和氏璧奔赴秦國，見秦國毫無誠意，將和氏璧完整的拿回了趙國。

### 鯨吞蠶食
前282年，秦國攻打趙國，攻佔了兩座城。
前281年，秦國再次攻打趙國，攻佔了石城。
前280年，秦國大將白起攻打趙國，斬首了2萬人，攻佔了代郡（河北省張家口市蔚縣）光狼城。秦國的大將司馬錯攻打楚國，攻佔了黔中（湖南湘西土家族苗族自治州吉首市），楚國割漢水以北及上庸的地（湖北省十堰市竹山县）給秦國求和。
前279年，大將白起攻打楚，攻佔了鄢城（湖北省宜城市）、鄧縣（湖北省襄阳市）、西陵（湖北省宜昌市）。秦國和趙國在澠池（河南省洛陽市新安县西）會面。
前278年，秦國的大將白起攻打楚國，攻佔了楚國國都郢都（湖北省荊州市江陵县），燒了楚國的先王墳墓彝陵（湖北省宜昌市），楚國的兵力潰散，不能復戰，遷都到陳丘（故陳國，河南省周口市淮陽县）。
前277年，秦國把侵佔的楚地安置在黔中郡（湖南湘西土家族苗族自治州吉首市）。
前276年，秦國的武安君白起攻打魏國，攻佔了兩座城。
前275年，魏國割溫城（河南省焦作市溫縣）的八座城給秦國。秦國穰侯魏冉再次攻打魏國，韓國派遣大將暴鳶營救魏國。魏冉打敗了韓國的援軍，斬首了四萬人，圍攻大梁。
前274年，秦國的穰侯魏冉再次攻打魏國，攻佔了四座城，斬首了四萬人。
前273年，魏國、趙國聯軍攻打韓國的華陽（河南省新鄭市），秦國營救了韓國，在華陽城下打敗了魏軍，斬首了十三萬人，魏國割南陽（河南焦作市修武縣西）給秦國求和。秦又打敗了趙軍，將趙軍的2萬人在黃河沉溺。
前270年，秦國攻打趙國，圍攻閼與（山西省晉中市和順县），趙國的大將趙奢前去營救，將秦軍打敗。秦國任命魏國人范雎為客卿。秦昭襄王三十八年，秦國再次攻打閼與，沒有勝利。
前268年，秦國攻打魏國，攻佔了懷城（河南省焦作市武陟县）。
前266年，秦國任命范雎為丞相，封為應侯。讓宣太后退居後宮，逼魏冉、羋戎、公子悝、公子芾等離開咸陽回封地。

### 長平之戰
前271年，客卿張祿（即范雎）向秦昭王獻「遠交近攻」之策。
前265年，秦國攻打趙國，攻佔了三座城，趙國的左師觸龍說服太后派遣小兒子長安君到齊國為人質。齊國於是發兵營救趙國，秦軍開始撤退。
前263年，秦國的武安君白起攻打韓國，攻佔了南陽（河南省焦作市修武縣西），佔領並斷絕了太行山道。
前260年，秦國的左庶長王齕攻打趙國，攻佔了上黨（山西省長治市長子县），趙國大將廉頗嚴密守壘，等待機會進攻。秦國用離間計揚言秦國不怕廉頗，只怕趙括。趙國中計，秦秘密派遣大將白起代替了王齕。趙軍大潰，秦軍殺了趙括，在長平活埋了趙國20余萬投降的士兵（山西省高平市），趙國上下大為震驚。長平戰後，白起認為趙國國力大損，應一舉滅趙。但范雎認為秦軍應該休養生息，秦昭襄王決定停戰。白起認為失去滅趙國的最佳時機，以後再攻打趙國再無獲勝的機會，便稱病不起。
前259年，韓國割垣雍城（河南省新鄉市原陽县）、趙國割六座城給秦國求和。秦昭襄王嬴稷代為報了范雎的仇，引誘趙國宰相平原君趙勝到秦國，然後囚禁了他，向魏齊索要交換。魏齊由趙國再投奔魏國，沒有人敢收留他，窘困自殺。趙國斬了魏齊的腦袋獻給了秦國宰相范雎，秦國於是釋放了趙勝回國。

### 賜死白起
前258年，秦國的五大夫王陵攻打趙國的國都邯鄲，不能攻克。於是派遣王齕代替王陵，仍不能攻克，於是增兵圍攻邯鄲，趙國震恐，向各國乞求援助。魏、楚分別派大將黃歇及晉鄙各領兵10萬營救趙國。秦昭襄王派遣使臣對魏安釐王魏圉說：“敢有參戰的人，我會把兵力移過來一起打。”魏安釐王害怕了，命令晉鄙將兵力屯積在鄴城（河北省邯鄲市臨漳县），不敢再前進。魏國信陵君魏無忌用計謀奪取了晉鄙的軍力，選精兵8萬前進。 
前257年，秦昭襄王任命武安君白起代替王齕為元帥，率兵伐趙。但白起認為已經失去良機而不肯從命，秦王一怒之下放逐白起，又因范雎稱「白起臨走時有怨氣，恐其走後為他國所用」，於是秦昭襄王派使者把白起賜死，命他自刎。魏、楚聯軍打敗了秦軍。秦太子嬴柱的兒子嬴異人在趙國作為人質。後來，趙國商人呂不韋用錢財資助他，一起逃回秦國，嬴異人改名為嬴子楚。

### 灭东周
前256年，秦國的大將趙摻攻打韓國，攻佔了陽城（河南省登封市），斬首了4萬人。攻打趙國，攻佔了二十幾個縣，斬殺及俘虜了九萬人。周赧王非常恐慌，和燕國、楚國密謀聯合各國，再訂立合縱盟約攻秦。秦國立即起兵攻打周，擄赧王到秦國，然後又釋放他回到周。赧王姬延死了，東周亡，立國791年。
前255年，秦昭襄王答應范雎辭了丞相。蔡澤繼任為相國，幾個月後被免職了。秦國將西周文公姬咎流放到悉狐聚（河南省汝州市西北），西周國亡，自此秦代周成天下共主。 
前254年，秦國攻打魏國，攻佔了吳城（山西省運城市平陸县）。魏國屈服投降，降為秦國的屬國。韓桓惠王到秦覲見。
前251年，在位五十六年的秦昭襄王嬴稷去世，時年七十五歲。子孝文王嬴柱嗣位。

## 家庭
父親
- 秦惠文王

母親
- 宣太后，原称羋八子

兄弟姐妹
- 秦王荡（秦武王）
- 公子通（蜀侯通）
- 公子惲（蜀侯惲）
- 公子芾（高陵君，宛侯）
- 公子悝（涇陽君，鄧侯）
- 公子雍
- 公子壮
- 一姐為燕文公太子妃

妻妾
- 葉陽后
- 唐太后，原称唐八子，孝文王即位后尊为唐太后。

子女
- 長子秦悼太子
- 次子秦孝文王
- 一女为曾嫁给在秦为人质的楚顷襄王太子（后为楚考烈王），生昌平君。

## 紀年
| 秦昭王 | 元年    | 2年     | 3年     | 4年     | 5年     | 6年     | 7年     | 8年     | 9年     | 10年    |
| ------ | ------- | ------- | ------- | ------- | ------- | ------- | ------- | ------- | ------- | ------- |
| 西元   | 前306年 | 前305年 | 前304年 | 前303年 | 前302年 | 前301年 | 前300年 | 前299年 | 前298年 | 前297年 |
| 干支   | 乙卯    | 丙辰    | 丁巳    | 戊午    | 己未    | 庚申    | 辛酉    | 壬戌    | 癸亥    | 甲子    |
| 秦昭王 | 11年    | 12年    | 13年    | 14年    | 15年    | 16年    | 17年    | 18年    | 19年    | 20年    |
| 西元   | 前296年 | 前295年 | 前294年 | 前293年 | 前292年 | 前291年 | 前290年 | 前289年 | 前288年 | 前287年 |
| 干支   | 乙丑    | 丙寅    | 丁卯    | 戊辰    | 己巳    | 庚午    | 辛未    | 壬申    | 癸酉    | 甲戌    |
| 秦昭王 | 21年    | 22年    | 23年    | 24年    | 25年    | 26年    | 27年    | 28年    | 29年    | 30年    |
| 西元   | 前286年 | 前285年 | 前284年 | 前283年 | 前282年 | 前281年 | 前280年 | 前279年 | 前278年 | 前277年 |
| 干支   | 乙亥    | 丙子    | 丁丑    | 戊寅    | 己卯    | 庚辰    | 辛巳    | 壬午    | 癸未    | 甲申    |
| 秦昭王 | 31年    | 32年    | 33年    | 34年    | 35年    | 36年    | 37年    | 38年    | 39年    | 40年    |
| 西元   | 前276年 | 前275年 | 前274年 | 前273年 | 前272年 | 前271年 | 前270年 | 前269年 | 前268年 | 前267年 |
| 干支   | 乙酉    | 丙戌    | 丁亥    | 戊子    | 己丑    | 庚寅    | 辛卯    | 壬辰    | 癸巳    | 甲午    |
| 秦昭王 | 41年    | 42年    | 43年    | 44年    | 45年    | 46年    | 47年    | 48年    | 49年    | 50年    |
| 西元   | 前266年 | 前265年 | 前264年 | 前263年 | 前262年 | 前261年 | 前260年 | 前259年 | 前258年 | 前257年 |
| 干支   | 乙未    | 丙申    | 丁酉    | 戊戌    | 己亥    | 庚子    | 辛丑    | 壬寅    | 癸卯    | 甲辰    |
| 秦昭王 | 51年    | 52年    | 53年    | 54年    | 55年    | 56年    |         |         |         |         |
| 西元   | 前256年 | 前255年 | 前254年 | 前253年 | 前252年 | 前251年 |         |         |         |         |
| 干支   | 乙巳    | 丙午    | 丁未    | 戊申    | 己酉    | 庚戌    |         |         |         |         |

## 影視形象

### 電視劇
| 年份 | 劇名                     | 演員   |
| ---- | ------------------------ | ------ |
| 1994 | 《東方小故事之完璧歸趙》 | 朱藝   |
| 1999 | 《东周列国战国篇》       | 黃堅   |
| 2008 | 《鐵血長平》             | 鮑國安 |
| 2012 | 《大秦帝國之縱橫》       | 劉釗宏 |
| 2015 | 《李冰傳奇》             | 馬德鐘 |
| 2015 | 《芈月传》               | 朱一龙 |
| 2017 | 《大秦帝国之崛起》       | 張博   |
| 2017 | 《思美人》               | 黃德毅 |
| 2019 | 《皓鑭傳》               | 賀鏹   |
| 2020 | 《大秦赋》               | 王慶祥 |

## 同时代君主
- 周：周赧王
- 齐：齊宣王-齐湣王-齊襄王-齐王建
- 楚：楚怀王-楚顷襄王-楚考烈王
- 燕：燕昭王-燕惠王-燕武成王-燕孝王-燕王喜
- 赵：赵武灵王-赵惠文王-赵孝成王
- 魏：魏襄王-魏昭王-魏安僖王
- 韩：韩襄王-韩僖王-韩桓惠王
- 宋：宋王偃
- 卫：卫嗣君-卫怀君-卫元君
- 中山：中山王姿-中山王尚
- 鲁：鲁平公-鲁文公-鲁顷公